# 杨梅竹斜街
39°53′44″N 116°23′31″E / 39.8956048°N 116.392053°E

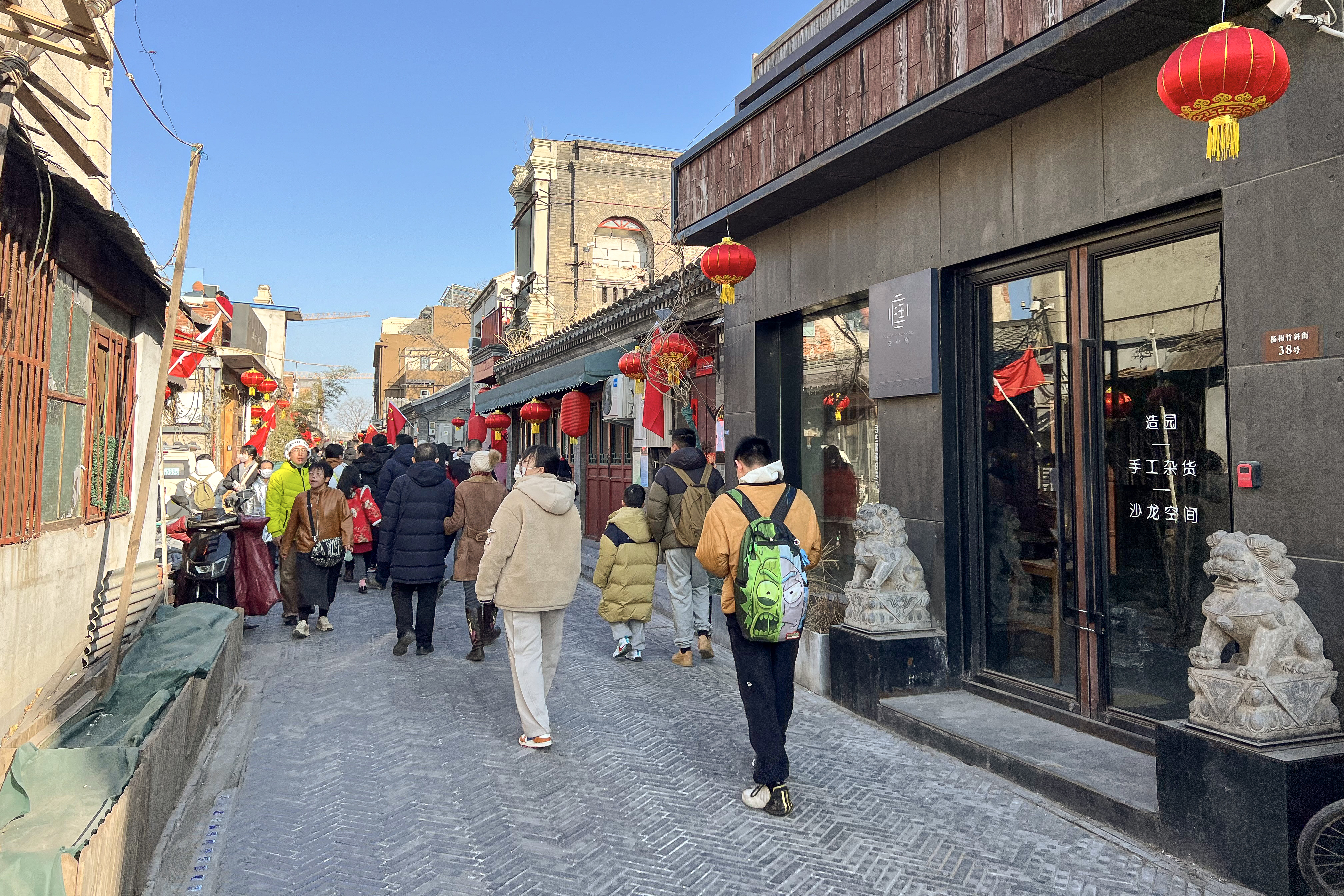
杨梅竹斜街（2024年2月摄）

杨梅竹斜街是位于中国北京市西城区南部的一条胡同。

## 简介
杨梅竹斜街长496米，东起煤市街，西到延寿街。明代称“斜街”，因为该街的走向自东北向西南倾斜，故得名。清朝乾隆十五年（1750年）《京城全图》中，标注为“杨媒斜街”。据说这是因为清朝前期这条斜街居住着一位善于说媒的杨媒婆。清朝光绪年间，谐音并雅化为“杨梅竹斜街”。1965年北京市整顿地名时，将喜兴胡同（杨梅竹斜街南侧短小的死胡同）以及一尺大街（位于杨梅竹斜街最西端，桐梓胡同至樱桃胡同北口之间）并入。
杨梅竹斜街与附近的铁树斜街（原名李铁拐斜街）、櫻桃斜街、棕树斜街（原名王广福斜街）都是人走出来的。元朝灭金朝后，元朝政府放弃金中都城，在金中都城东北面另建元大都城。金中都城的施仁门（位于今虎坊桥西侧）内的丁字街（位于今菜市口附近）是一个繁华市场。新建的元大都城的商业尚没有发展起来，所以大都城内的百姓很多都到中都城购买所需物品。出大都城丽正门（今正阳门）向西南到丁字街，逐渐被百姓们走出一条从东北向西南的道路，便是这些斜街的来历。
杨梅竹斜街25号，曾是清朝乾隆帝御赐给户部尚书、东阁大学士梁诗正的宅邸。杨梅竹斜街61号，过去是酉西会馆，沈从文初到北京时便住在这里，写出了《边城》、《长河》、《湘西散记》等。该街上的银钱业公会，当年是北京的票号、钱庄的公会。街上还有湖笔大师戴月轩的故居、京剧武生杨小楼故居、评剧演员新凤霞故居等等。
民国时期，该街上有世界书局、中正书局、开明书局、广益书局、环球书局、大众书局、中华印书局共7家书局。世界书局旧址位于杨梅竹斜街75号，是一座坐北朝南、二层砖木结构的楼房，采用中西结合的建筑风格，一层中间开门，两侧是平窗，大门两侧带有半圆形壁柱，柱头带有涡卷，类似爱奥尼柱式，二层也是平窗，带有方形壁柱，顶层设有女儿墙，女儿墙中间是盾牌形装饰。世界书局主营理工类图书、翻译外国图书，例如《范氏大代数》等等，中华人民共和国成立后停业，旧址后改作民居。中正书局旧址位于杨梅竹斜街98号，外形和世界书局旧址类似，后被拆改得面目全非。
如今，该街上仍有青云阁后门，青砖砌成，门上有“青云阁”石匾额。青云阁是清末民初北京高级综合商业娱乐场所，集娱乐、购物、饮食、品茶、服务等等于一身，是文士、官员、商贾、贵胄的消遣之所。康有为、谭嗣同、梁启超、鲁迅、梁实秋等名人曾多次来此饮酒作乐。蔡锷也是在此结识小凤仙。
大栅栏更新计划于2011年启动，杨梅竹斜街保护修缮项目是其中之一。2013年1月5日，杨梅竹斜街路面打通整修完成。2013年7月，西城区人民政府对杨梅竹斜街实施腾退改造，这是西城区第一个文保区改造项目，完全由政府投资。根据大栅栏琉璃厂指挥部有关负责人介绍，此次改造对原有居民实施自愿腾退政策，杨梅竹斜街1700户居民中有529户选择迁出，1171户选择留下。对留下的原住民，西城区创新性提出“平移试点”，即把分散留在大杂院中的居民合并到一处院落居住，空余出的地方用来建公共厨房、便民菜站、公厕等等生活设施，另有20多座院落引进以文化创意产业为主的商业。首批“平移试点”住户在2013年7月迁至杨梅竹斜街北面的炭儿胡同9号院聚居。西城区还策划恢复北京最短的胡同一尺大街（1965年被并入杨梅竹斜街）。
截至2017年，本着自愿腾退的原则，1711户原住居民中有718户选择迁出，留下的近千户居民进行“平移”居住试点。迁出后的旧房由北京大栅栏投资有限责任公司作为实施主体进行规划改造，不进行“成片整体搬迁、重新规划建设”，而是实施“区域系统考虑、微循环有机更新”，在保持杨梅竹斜街原汁原味特色的同时注入新活力。